# 舜 (姓)
舜（しゅん）は、漢姓の一つ。

## 朝鮮の姓
舜（しゅん、スン、朝: 순）は、朝鮮人の姓の一つである。2015年の国勢調査による韓国内での人口は147人。

### 氏族
| 氏族（地域） | 創始者 | 人数（2015年） |
| ------------ | ------ | -------------- |
| 順興舜氏     |        | 76             |
| 坡州舜氏     |        | 31             |